# USS LST-1051
O USS LST-1051 foi um navio de guerra norte-americano da classe LST que operou durante a Segunda Guerra Mundial.